# 4627 (1985 RT2)
4627 (1985 RT2) је астероид главног астероидног појаса са средњом удаљеношћу од Сунца која износи 2,916 астрономских јединица (АЈ).
Апсолутна магнитуда астероида је 12,4.